# Cotesia neustriae
Cotesia neustriae är en stekelart som först beskrevs av Vladimir Ivanovich Tobias 1986.  Cotesia neustriae ingår i släktet Cotesia och familjen bracksteklar. Inga underarter finns listade i Catalogue of Life.